# Nachal Emunim
Nachal Emunim (hebrejsky נחל אמונים) je vádí v jižním Izraeli, na pomezí severovýchodního okraje Negevské pouště a Judské pouště.
Začíná v nadmořské výšce okolo 350 metrů v kopcovité neosídlené pouštní krajině, na východních svazích hory Har Kana'im, cca 9 kilometrů severovýchodně od města Arad. Směřuje pak k jihovýchodu, přičemž se zařezává do okolního terénu a prudce klesá do příkopové propadliny Mrtvého moře. Zhruba 3,5 kilometru jižně od starověké pevnosti Masada ústí zleva do vádí Nachal Rachaf, které jeho vody odvádí do Mrtvého moře.